# نموذج الشمال الأوروبي

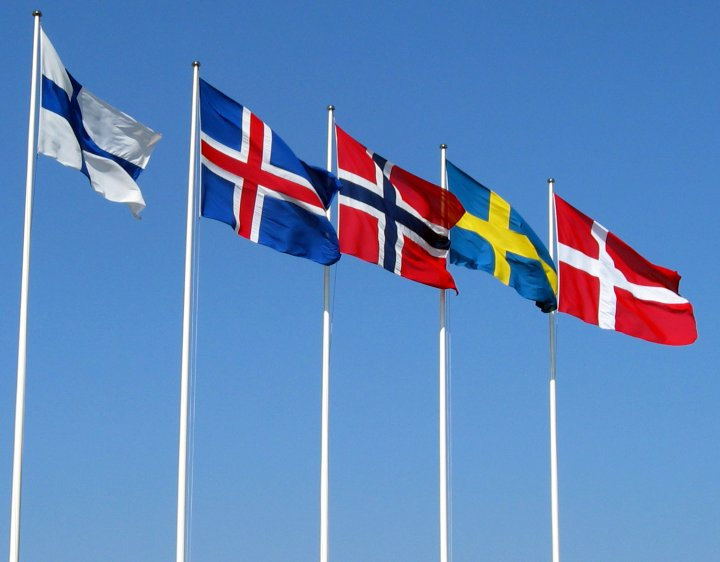
أعلام دول الشمال من اليسار إلى اليمين: فنلندا، آيسلندا، النرويج، السويد والدنمارك

نموذج الشمال الأوروبي أو نموذج الشمال أو النموذج النوردي (بالإنجليزية: Nordic model)‏ هو النموذج المتضمن السياسات الاقتصادية والاجتماعية وكذلك الممارسات الثقافية النموذجية الشائعة بين بلدان الشمال الأوروبي (الدنمارك وآيسلندا وفنلندا والنرويج والسويد). وهذا يشمل دولة الرفاهية الشاملة والمفاوضة الجماعية على المستوى الوطني مع نسبة عالية من القوى العاملة النقابية بينما في نفس الوقت تقوم على الأسس الاقتصادية لرأسمالية السوق الحرة. بدأ نموذج الشمال الأوروبي في كسب الاهتمام بعد الحرب العالمية الثانية.
الدول الاسكندنافية الثلاثة نظامها ملكي اسميًا، بينما فنلندا وآيسلندا جمهوريتان منذ القرن العشرين. توصف بلدان الشمال الأوروبي حاليًا بأنها ديمقراطية للغاية وجميعها أحادية المجلس وتعتمد على النسبية في أنظمتها الانتخابية. على الرغم من وجود اختلافات كبيرة بين بلدان الشمال الأوروبي، إلا أن لها بعض السمات المشتركة، وتشمل هذه السمات دعم دولة الرفاه الشاملة التي تهدف لتعزيز استقلالية الفرد الذاتية وتعزيز الحراك الاجتماعي، كما لجميعها نظام تعاوني يتضمن ترتيبًا ثلاثي الأطراف، يتفاوض فيه ممثلو العمال وأصحاب العمل على الأجور وسياسة سوق العمل بوساطة حكومية، كما تتشارك هذه الحكومات بتأكيدها على احترام الملكية الخاصة ضمن نظام اقتصادي مختلط.
منذ العام 2018، تحتل جميع بلدان الشمال الأوروبي مرتبة عالية على مؤشر التنمية البشرية المعدل وفقًا لعدم المساواة، وعلى مؤشر السلام العالمي. عام 2019، صنفت دول الشمال الخمسة ضمن الدول العشرة الأوائل في تقرير السعادة العالمية.

## نظرة عامة
يتسم نموذج الشمال الأوروبي بما يلي:
- شبكة أمان اجتماعي متقنة، إضافة إلى الخدمات العامة مثل التعليم المجاني والرعاية الصحية الشاملة ضمن نظام ممول إلى حد كبير من الضرائب.[10]
- حقوق ملكية محترمة وإنفاذ للعقود وسهولة في ممارسة الأعمال بشكل عام.[11]
- نظم الرواتب التقاعدية العامة.
- تجارة حرة مقترنة بالتقاسم الجماعي للمخاطر (البرامج الاجتماعية ومؤسسات سوق العمل) التي وفرت شكلًا من أشكال الحماية ضد المخاطر المرتبطة بالانفتاح الاقتصادي للدولة.
- قلة تنظيم الدولة لسوق السلع، فدول الشمال تحتل مراتب متقدمة جدًأ في مؤشر حرية سوق السلع بحسب تصنيفات منظمة التعاون الاقتصادي والتنمية.[12]
- تدني مستويات الفساد. في مؤشر مدركات الفساد لعام 2015 الصادر عن منظمة الشفافية الدولية، صُنفت الدنمارك وفنلندا والنرويج والسويد ضمن أقل 10 دول فسادًا من بين 167 دولة موضع التقييم.[13]
- نسبة عالية من العمال المنتسبين لنقابات عمالية. عام 2013، كانت النقابات العمالية تضم 88% من اليد العاملة في أيسلندا و69% في الدنمارك و67% في السويد و 88% في فنلندا و51% في النرويج. على سبيل المقارنة، ضمت النقابات العمالية 18% من عمال ألمانيا و11% من اليد العاملة في الولايات المتحدة، و8% في فرنسا. يعزى انخفاض الكثافة النقابية في النرويج بشكل أساسي لغياب نظام غينت منذ العام 1938. على النقيض من ذلك، تمتلك الدنمارك وفنلندا والسويد صناديق بطالة تديرها النقابات العمالية.[14]
- شراكة بين أصحاب العمل والنقابات والحكومة، تتفاوض من خلالها الأطراف الثلاثة حول شروط تنظيم مكان العمل فيما بينهم، بدلًا من فرض الشروط من خلال القانون. للسويد تنسيق لامركزي للأجور بينما تحتل فنلندا المرتبة الأقل مرونة. تسببت الظروف الاقتصادية المتغيرة في إثارة الخوف بين العمال وكذلك مقاومة النقابات العمالية للإصلاحات. في الوقت نفسه، يبدو أن الإصلاحات والتنمية الاقتصادية المواتية قد خفضت البطالة، التي كانت أعلى في العادة. تمكن الاشتراكيون الديمقراطيون في الدنمارك من دفع إصلاحات الأمن المرن في عامي 1994 و1996.[14]
- تظهر تقارير الأمم المتحدة للسعادة العالمية أن أسعد الدول تتركز في شمال أوروبا. احتلت بلدان الشمال الأوروبي أعلى مرتبة في مقاييس حصة الفرد من الناتج المحلي الإجمالي الحقيقي ومتوسط العمر الصحي المتوقع ووجود من يمكن الاعتماد عليه والحرية في اتخاذ خيارات الحياة والسخاء والتحرر من الفساد. تحتل بلدان الشمال الأوروبي موقعها ضمن المراتب العشرة الأولى في تقرير السعادة العالمي لعام 2018، فأتت فنلندا والنرويج في المرتبين الأولتين.
- حصلت بلدان الشمال الأوروبي على أعلى مرتبة لحماية حقوق العمال في مؤشر الحقوق العالمية لعام 2014 الصادر عن الاتحاد الدولي للنقابات، وكانت الدنمارك الدولة الوحيدة التي حصلت على درجة مثالية.[15][16]
- تتميز دول الشمال الأوروبي بارتفاع الإنفاق الحكومي الذي يحتل نسبة 56.6% من الناتج المحلي في السويد و51.7% في الدنمارك و48.6% في فنلندا. أحد الأسباب الرئيسية لارتفاع الإنفاق العام هو العدد الكبير من الموظفين في الدولة. يعمل هؤلاء الموظفون في مختلف المجالات بما في ذلك التعليم والرعاية الصحية وفي المؤسسات الحكومية. غالبًا ما يتمتعون بقدر أكبر من الأمن الوظيفي ويشكلون نحو ثلث القوى العاملة (أكثر من 38% في الدنمارك). الإنفاق العام في التحويلات الاجتماعية مثل إعانات البطالة وبرامج التقاعد المبكر مرتفع. في عام 2001، كانت إعانات البطالة على أساس الأجور تبلغ نحو 90% من الأجور في الدنمارك و 80% في السويد، مقارنة بـ 75% في هولندا و 60% في ألمانيا. كما تمكن العاطلون عن العمل من الحصول على الإعانات قبل التخفيضات بعدة سنوات، مقارنةً بالتخفيض السريع للاستحقاقات في بلدان أخرى.[17]
- الإنفاق العام على الصحة والتعليم أعلى بكثير في الدنمارك والنرويج والسويد مقارنة بمتوسط الإنفاق في منظمة التعاون الاقتصادي والتنمية.[18]
- الأعباء الضريبية الإجمالية (كنسبة مئوية من الناتج المحلي الإجمالي) مرتفعة، إذ بلغت 45.9% في الدنمارك و44.1% في كل من فنلندا والسويد. تتمتع بلدان الشمال الأوروبي بمعدلات ضرائب ثابتة نسبيًا، ما يعني أنه حتى أصحاب المداخيل المتوسطة والمنخفضة يخضعون للضرائب مرتفعة المستوى.[19]

## الحيثيات

### سياسات سوق العمل
تشترك بلدان الشمال الأوروبي في سياسات سوق العمل النشطة كجزء من نموذج اقتصادي تعاوني يهدف إلى الحد من الصراع بين العمال ومصالح رأس المال. النظام التعاوني هو الأكثر شمولاً في النرويج والسويد، حيث تفاوض اتحادات أرباب العمل وممثلو العمال على المستوى الوطني بوساطة حكومية. تهدف تدخلات الدولة في سوق العمل إلى توفير إعادة التدريب على العمل والانتقال.
يتسم سوق العمل في بلدان الشمال الأوروبي بالمرونة، حيث تسهل القوانين على أصحاب العمل توظيف العمال وتسريحهم أو إدخال تكنولوجيا موفرة للعمالة. للتخفيف من التأثير السلبي على العمال، صُممت سياسات سوق العمل الحكومية لتوفير رعاية اجتماعية سخية وتوفير إعادة تدريب على الوظائف وخدمات الانتقال بين الوظائف للحد من أي تضارب قد ينشأ عن هذه العملية بين مصالح رأس المال والعمال.

### النظام الاقتصادي
يرتكز نموذج الشمال الأوروبي على نظام اقتصادي رأسمالي مختلط يتميز بدرجات عالية من الملكية الخاصة، باستثناء النرويج التي تضم عددًا كبيرًا من الشركات المملوكة للدولة وتملّك الدولة في الشركات المدرجة في البورصة.
يوصف نموذج الشمال الأوروبي بأنه نظام للرأسمالية التنافسية مدموج بنسبة كبيرة من السكان العاملين في القطاع العام (حوالي 30% من اليد العاملة). عام 2013، وصفت «ذا إيكونوميست» دول الشمال الأوروبي بأنها «مناصرة للتجارة الحرة تقاوم إغراءات التدخل حتى لحماية الشركات الأيقونية» بينما تبحث في الوقت عينه عن طرق لتخفيف التأثيرات الأكثر قسوة للرأسمالية، وأعلنت المجلة أن بلدان الشمال الأوروبي «ربما تكون أفضل نظام حكم في العالم». أشار بعض الاقتصاديين إلى النموذج الاقتصادي الشمالي على أنه شكل من أشكال «الرأسمالية اللطيفة»، تتسم بمستويات منخفضة من عدم المساواة، ودول الرفاهية السخية وبانخفاض تركيز المداخيل المرتفعة، على النقيض من ذلك يمكن أن نجد «الرأسمالية الأكثر صرامة» في الولايات المتحدة التي لديها مستويات عالية من عدم المساواة وتركيز أكبر للمداخيل المرتفعة.